# Phanerotoma vidua
Phanerotoma vidua är en stekelart som beskrevs av De Santis 1975. Phanerotoma vidua ingår i släktet Phanerotoma och familjen bracksteklar. Inga underarter finns listade i Catalogue of Life.